# Ассирійці в Іраку
Іракські ассирійці (сир. ܣܘܪ̈ܝܐ, араб. آشوريو العراق) — етнічна та мовною меншина, корінне населенням Верхньої Месопотамії. Вони визначаються як ассирійці, які проживають в країні Ірак, або члени ассирійської діаспори, які мають іраксько-ассирійське походження. Вони поділяють спільну історію та етнічну ідентичність, яка ґрунтується на спільних мовних, культурних і релігійних традиціях, з ассирійцями в Ірані, Туреччині та Сирії, а також з ассирійською діаспорою в інших країнах. Значна кількість емігрувала до Сполучених Штатів, особливо до Детройта і Чикаго; значна громада також знаходиться в Сіднеї, Австралія.

## Фон

### Давня історія
Ассирійці — це типово сирійськомовні християни, які стверджують, що походять із Стародавньої Ассирії, однієї з найдавніших цивілізацій у світі, що датується 2500 роком до нашої ери в стародавній Месопотамії.
Вчені стверджують, що курди також воювали проти ассирійських християн, тому що боялися, що вірмени або їхні європейські союзники можуть взяти під свій контроль територію. І араби, і курди вважали ассирійців іноземцями та союзниками колоніальної Британії.
Переслідування ассирійців мають довгу і гірку історію. Так, 1895 року в Діярбакирі курдська і турецька міліція почала нападати на християн, грабуючи ассирійські села. У 1915 році курди і турки грабували села, було вбито близько 7000 ассирійців. У 1915 р. турецькі війська «з курдськими загонами» вчинили масові побоїща ассирійців у Персії. В ассирійському селі Гатван було обезголовлено майже 1000 чоловік, а 5000 ассирійських жінок було вивезено в курдські гареми.
1894 року французький дипломат Поль Камбон описав створення курдських полків Хаміді як «офіційну організацію для грабежу за рахунок вірменських християн». У цих місцях «система переслідувань і здирництва стала нестерпною для населення, яке звикло до свого рабства». За словами Камбона, Порта відмовилася від реформ і наполегливо підтримувала «справжній режим терору, арештів, вбивств і зґвалтувань». У 1924 році курди-мусульмани навколо Шейха Саїда «підняли повстання проти „атеїстичного уряду Анкари“ і вимагали автономії, відновлення релігійних законів і султанату». У 1932 році іракські сили під командуванням курдського генерала Бакра Сідкі вбили 600 ассирійців у Сімелі, поблизу Мосула. Курди вчинили бійню, «під час якої 65 несторіанських сіл на півночі Іраку були пограбовані та спалені, священики піддані тортурам, а християни змушені були зректися своєї релігії, тоді як інші в Дахуку були депортовані, а близько 100 розстріляні». 1843 року несторіани в Таврійському регіоні відмовилися платити курдам джизью, і «як репресії 4350 несторіан було вбито, близько 400 жінок і дітей віддано в рабство, а всі їхні будинки та церкви зруйновано». Історики відзначають, що в Курдистані «євреї, несторіани та вірмени піддавалися виправданню та панщині з примхи влади».
Історики відзначають, що Бедір-хан Бег (також відомий як Бедірхан) «закликав мусульман-курдів до священної війни проти християнських сирійців, несторіан, халдеїв і вірмен і наказав вбивати і знищувати їх». Курдські письменники розповідають, що «курдські війська напали на ассирійців і почали різанину. В результаті було вбито кілька ассирійців, їхні села були зруйновані і підпалені… Вдруге, у 1846 році, ассирійці, що проживали в регіоні Тума, зазнали масового винищення….». Британський письменник Вільям Іглтон писав, що «в 1843 і 1846 роках Бедірхан розпочав кампанію різанини і винищення християнських ассирійців (несторіан), яких він турбував тим, що вони ставали сильнішими і незалежнішими, стаючи здатними керувати собою. Для Бедірхана було нестерпно бачити, як ассирійці, що жили на його власних територіях, стають сильнішими. Тому він убив десять тисяч ассирійців. Хоча Бедірхан був феодальним племінним вождем, він виражав прагнення курдського націоналізму». Напади курдів та арабів на ассирійців продовжувалися і досягли кульмінації в серпні 1933 року в Сімеле. Лише за один місяць було вбито близько 3000 ассирійців.
Починаючи з серпня 1933 року іракські солдати та курдське ополчення вбили тисячі ассирійців у Сімелі (Ірак). Різанина справила великий вплив на Рафаеля Лемкіна, юриста, який ввів слово «геноцид». Різанина в Зіммеле 7 серпня щорічно вшановується офіційним Днем ассирійських мучеників. Різанину вчинили іракська армія на чолі з курдським генералом Бакіром Сідкі, а також курдські та арабські нерегулярні формування. Жертвами різанини було близько 3000 осіб.
Курдсько-християнські вірменські відносини були запеклими на межі ХІХ століття, і земельні конфлікти були серйозною проблемою. Багато християн і європейців вважали курдів варварами і головною загрозою, французький консул в Ерзурумі описав їх як кровожерливе дике населення, яке звикло до грабежів і кочового життя. Курди також відігравали важливу роль в османській армії, зокрема, в Хамідіє. Курдський вождь Бедр Хан під час свого приходу до влади 1842 року вбив близько 10 000 ассирійців. Несторіанські племена були винищені курдами в 1843 році. У 1915 році курди вбили понад 27 000 ассирійців лише в регіоні Урмія та знищили понад 100 сіл лише в березні 1915 року. У 1916 р. курди і турки вчинили масову різанину ассирійців у районі Бохтан. Як курдські, так і турецькі націоналісти заперечують той факт, що ассирійці були корінними жителями південно-східної Туреччини та північного Іраку. Після геноциду ассирійське населення було настільки незначним, що регіон, який у давнину називався Ассирією, став відомий як «Курдистан». Після світової війни курди і турки цинічно чинили опір спробам ассирійців і вірмен отримати державність. У той час як курдське населення подвоїлося з двох мільйонів у 1970 році до чотирьох мільйонів у 2002 році, християнське населення зменшилося.

## Незалежне Королівство Ірак

### Різанина в Сімеле
Протягом липня 1933 року близько 800 озброєних ассирійців попрямували до сирійського кордону, де їх повернули назад французи. У той час як король Фейсал ненадовго покинув країну з медичних причин, міністр внутрішніх справ Хікмет Сулейман прийняв політику, спрямовану на остаточне вирішення «ассирійської проблеми». Цю політику впроваджував іракський курд генерал Бакр Сідкі. Після кількох невдалих зіткнень із озброєними ассирійськими племенами 11 серпня 1933 року Сідкі дозволив своїм людям напасти та вбити близько 3000 неозброєних ассирійських цивільних жителів, включаючи жінок, дітей і людей похилого віку, в ассирійських селах району Сумайл (Сімеле), а пізніше в Сур'ї. Визнавши ассирійців небезпечними національними зрадниками, це вбивство беззбройних мирних жителів стало символом національної гордості та підвищило престиж Сідкі. Британці, хоча й були представлені потужною військовою присутністю, передбаченою Англо-Іракським договором 1930 року, не втрутилися і не дозволили добре дисциплінованим ассирійським легіонам під їхнім командуванням зробити це, і навіть допомогли відбілити подію в Лізі Націй.
Ассирійські репресії ознаменували вхід військових у політику Іраку, модель, яка періодично з'являлася з 1958 року, і запропонувала привід для збільшення призову на військову службу.

## Республіка Ірак

### Визнання сирійської мови баасистським режимом
На початку 1970-х років секуляристський режим Баасу спочатку змінити утиски ассирійців в Іраку за допомогою різних законів. 20 лютого 1972 року уряд прийняв закон про визнання культурних прав ассирійців, дозволивши викладати арамейською мовою в школах, де більшість учнів розмовляла цією мовою на додаток до арабської. Арамейську мову також мали викладати в середніх та середніх школах, де більшість учнів розмовляла цією мовою на додаток до арабської, але цього так і не сталося. На державному радіо і телебаченні мали транслюватися спеціальні ассирійські програми, а в столиці планувалося видавати три журнали сирійською мовою. Також була створена Асоціація сирійськомовних авторів і письменників.
Законопроект виявився провальним. Радіостанції, створені в результаті цього указу, були закриті через кілька місяців. Хоча двом журналам було дозволено виходити, лише 10 % їхніх матеріалів були арамейською мовою. Жодній школі також не було дозволено викладати арамейською мовою.

### Перед вторгненням в Ірак
Звіти з різних джерел «вказують на кращу загальну ситуацію з правами людини в контрольованих курдами районах Північного Іраку, ніж в інших частинах країни» (AI 2000, 135; UK Immigration & Nationality Directorate Sept. 1999; USDOS 25 Feb. 2000). Крім того, за звітами, «хоча свобода слова, релігії, пересування та преси суворо обмежена по всьому Іраку, ці свободи певною мірою існують у частинах території, контрольованої курдами» (USDOS 25 лютого 2000 р.). Проте в 1999 році продовжували надходити повідомлення про окремі порушення прав людини. Уряд штату США повідомив, що в 1999 році була вбита ассирійська християнка Гелена Алун Сава, і, за даними AINA, «це вбивство нагадує добре встановлену модель співучасті курдської влади в нападах на ассирійських християн на півночі». Вбивство розслідувала комісія, призначена КДП, але на кінець року жодних результатів розслідування не було повідомлено. У північному Іраку також були випадки насильства мусульман проти християн. Християни-ассирійці також були об'єктами серії вибухів в Ербілі в 1998—1999 роках, і ассирійські групи критикували КРГ за відсутність розслідування. За даними AINA, KDP блокувала ассирійські села в 1999 році, а «пізніше увійшла в села і побила селян». Однак після втручання Міжнародного Комітету Червоного Хреста ДПК знову покинула села.
За Управлінням імміграції та громадянства Великої Британії, «незважаючи на високу позицію Таріка Азіза в багдадському режимі, християни мають невеликий політичний вплив в уряді Баас» (вересень 1999 р.).
Урядом Багдада було заборонено навчання будь-якою мовою, крім арабської та курдської. Тому ассирійцям не дозволялося відвідувати заняття сирійською мовою. У північних районах, контрольованих курдами, з 1991 року дозволено заняття сирійською мовою. Однак, за деякими ассирійськими джерелами, «регіональна курдська влада відмовилася дозволити розпочати заняття». Подробиці цієї практики не були доступні, і курдська влада відкинула звинувачення. У 1999 році Kurdistan Observer стверджував, що «Центральний уряд попередив адміністрацію в курдському регіоні про заборону туркменських, ассирійських або єзидських шкіл меншин».
За Управлінням імміграції та національності Великої Британії, «Центральний уряд вдавався до різноманітних зловживань проти ассирійських християн і часто підозрював їх у „співпраці“ з курдами» (вересень 1999). За звітом Всесвітнього каталогу меншин, «ассирійці не змогли уникнути курдського конфлікту. Як і у випадку з курдами, одні підтримували уряд, інші об'єдналися з курдським націоналістичним рухом» (Minority Rights Group International 1997, 346).

### Після вторгнення в Ірак
Після вторгнення в Ірак США та їхніх союзників у 2003 році Коаліційна тимчасова адміністрація розпустила іракську військову, безпекову та розвідувальну інфраструктуру колишнього президента Саддама Хусейна та розпочала процес «дебаасификації». Цей процес став об'єктом суперечок, деякі критики назвали його найбільшою помилкою Америки, допущеної одразу після вторгнення в Ірак, і однією з головних причин погіршення ситуації з безпекою в Іраку. Соціальні заворушення та хаос призвели до неспровокованого переслідування ассирійців в Іраку здебільшого ісламськими екстремістами (як шиїтами, так і сунітами) та курдськими націоналістами (наприклад, Заворушення в Дахуку 2011 року, спрямовані проти ассирійців та єзидів).
Іракські християни стали жертвами страт, кампаній примусового переміщення, тортур, насильства і мішенню ісламістських угрупувань, таких як Аль-Каїда та ІДІЛ. Після війни в Іраку 2003 року іракські християни втекли з країни, а їхня чисельність під владою уряду Іраку зменшилася.
1 серпня 2004 року під час недільної вечірньої меси в церквах у Багдаді та Мосулі сталася серія вибухів замінованих автомобілів, у результаті чого загинули та були поранені велика кількість християн. У нападах звинуватили йорданського джихадиста Абу Мусаба аз-Заркаві.
У 2006 році на вулицях Мосула групою сунітських арабів був викрадений православний священик Булос Іскандер. За нього вимагали викуп. Пізніше було знайдено його тіло з відрізаними руками та ногами.
У 2007 році надходили повідомлення про спроби витіснення християн з історично християнського передмістя Дора на півдні Багдада, при цьому деякі сунітські екстремісти звинувачували християн у тому, що вони союзники американців. Загалом з 2007 по 2009 рік поліцією було зареєстровано 239 подібних випадків.
У 2008 році у своїй церкві був застрелений священик на ім'я Рагід Ганні разом із своїми супутниками. У тому ж році з'явились повідомлення про переслідування студентів-християн.
У 2008 році благодійна організація «Варнава» провела дослідження серед 250 іракських християн-вимушених переселенців, які втекли на північ країни (Іракський Курдистан) у пошуках статусу біженця, і виявила, що майже половина з них були свідками нападів на церкви або християн, або ж самі ставали жертвами насильства.
У 2009 році Регіональний уряд Курдистану повідомив, що понад 40 000 християн переїхали з Багдада, Басри і Мосула до міст Іракського Курдистану. У звітах також зазначалося, що кількість християнських сімей, які переїжджають до Іракського Курдистану, зростає, і що вони надають підтримку і фінансову допомогу 11 000 з цих сімей, а деякі з них працюють в РПК.
31 жовтня 2010 рока на сирійську католицьку церкву в Багдаді під час недільної вечірньої меси напали сунітські ісламістські групи, убивши понад 60 і поранивши 78 іракських християн.
У 2011 році ісламістські екстремісти безладно вбивали християн зі снайперських гвинтівок. За два місяці до цього інциденту двоє християн були застрелені з невідомих причин в Багдаді, а ще двоє християн були застрелені джихадистами в Мосулі. Правозахисні організації зафіксували 66 випадків нападів на церкви і монастирі до 2012 року, а також близько 200 викрадень. 30 травня 2011 року в Мосулі салафітський екстреміст відрубав християнину голову.
2 серпня 2011 року сунітські екстремісти розбомбили католицьку церкву в туркменському районі Кіркуку, поранивши більше 23 християн.
15 серпня 2011 року сунітські екстремісти розбомбили церкву в центрі Кіркука.
2014 року, під час наступу на Північний Ірак у 2014 році, Ісламська Держава Іраку та Леванту (ІДІЛ) наказала всім християнам у зоні свого контролю, де іракська армія була розгромлена, сплачувати спеціальний податок у розмірі приблизно 470 доларів США за сім'ю, навернутися в іслам, або бути вбитим. Багато з них знайшли притулок у сусідніх контрольованих курдами регіонах Іраку.
Після падіння режиму Саддама Хусейна 2003 року однією з невеликих політичних партій, що виникли в соціальному хаосі окупації, був Ассирійський демократичний рух. Його офіційні представники стверджують, що хоча озброєні члени Ассирійського демократичного руху також брали участь у звільненні ключових нафтових міст Кіркука і Мосула на півночі країни, ассирійців не запросили приєднатися до керівного комітету, якому було доручено визначити майбутнє Іраку. Етнічний склад Тимчасової керівної ради Іраку, яка протягом короткого часу (вересень 2003 — червень 2004) керувала Іраком після вторгнення, включав єдиного ассирійського християнина Юнадема Кана, лідера Ассирійського демократичного руху і опонента Саддама Хусейна з 1979 року.
З початку війни в Іраку ассирійці в постсаддамівському Іраку зазнали високого рівня переслідувань з боку фундаменталістських ісламістів. До початку серпня 2004 року це переслідування включало вибухи у церквах і нав'язування фундаменталістськими групами мусульманських кодексів поведінки християнам, наприклад, заборону алкоголю, примушування жінок носити хіджаб. Насильство проти громади призвело до втечі, можливо, половини громади. Хоча до війни, за даними Організації Об'єднаних Націй, ассирійці становили лише трохи більше 5 % від загального населення Іраку, вони надмірно представлені серед іракських біженців (аж 13 %), які опинились у Сирії, Йорданії, Лівані, і Туреччина.
Велика кількість ассирійців знайшли притулок у стародавніх ассирійських християнських селах на рівнинах Ніневії та в Курдистані. Це змусило деяких ассирійців, іракських та іноземних політиків закликати до створення ассирійсько-християнської автономної області в цих регіонах.
2008 року для захисту ассирійських міст, сіл і регіонів на півночі ассирійці сформували власне ополчення, Комітет захисту Каракоша. Того ж року ассирійський архієпископ Паулос Фарадж Рахо з халдейської католицької церкви в Мосулі був убитий курдами, проте, дехто стверджував, що вбивць найняли місцеві арабські племена. Раххо був захисником ассирійського самоврядування. Деякі спостерігачі стверджують, що курдські сили KDP часто вправлялися у стрільбі на важливих об'єктах культурної спадщини Ассирії.
Курдські сили безпеки KDP критикували за порушення прав людини, порушення «варіювалися від погроз і залякувань до затримання в невідомих місцях без належного процесу». 2015 року місцеві сили безпеки ДПК заарештували та затримали політичного активіста Камаля Саїда Кадіра за те, що він написав в Інтернеті статті з критикою ДПК. Його засудили до 30 років позбавлення волі. Деякі активісти стверджують, що в Іракському Курдистані членство в курдських партіях є необхідним для отримання «можливостей працевлаштування та освіти». У звіті Державного департаменту США говориться, що «курдська влада зловживала та дискримінувала меншини на Півночі, включаючи туркоманів, арабів, християн і шабаків», і що курдська влада «відмовила деяким селам у наданні послуг, заарештувала представників меншин без належної правової процедури і відвезла їх у невідомі місця для утримання під вартою, а також чинила тиск на школи меншин, щоб вони викладали курдською мовою». Християнські меншини в Кіркуку також «звинуватили курдські сили безпеки в тому, що вони переслідують арабів і туркоманів».
Ассирійці критикували курдифікацію шкільних програм і скаржилися на конфіскацію та окупацію ассирійських земель, а також на те, що «курди вигадують нові і нездійсненні закони, коли законні власники просять повернути їм їхні землі». Ассирійці критикували, що в той час як курди добре фінансуються, ассирійські християни майже не отримують фінансування для своїх шкіл. Ассирійці також заявили, що курди модифікували та фальсифікували шкільні підручники (курдифікація) і змінили традиційні християнські імена на курдські. У підручниках навіть стверджувалося, що деякі біблійні персонажі були курдами. Повідомлялося, що чоловікові, обвинуваченому у вбивстві християнського політика Френсіса Юсіфа Шабо в 1993 році, «дозволено вільно пересуватися» в Курдистані. Безкарність тих, хто нападав або вбивав ассирійців у регіоні Курдистану, була піддана критиці. Ассирійський християнин Давид Джиндо був одним з багатьох вбитих християнських політиків. Серед інших видатних ассирійських лідерів, які були вбиті курдськими націоналістами, — Патріарх Мар Шимун, Франсо Харірі, Маргарет Джордж (одна з перших жінок-пешмерга) і Френсіс Шабо. Багато з цих діячів були вбиті «незважаючи на їхні спроби взаємодіяти з курдами або працювати під їхнім керівництвом».
Уряд штату США також повідомив, що в районах, контрольованих курдами, ассирійські школи та класи сирійською мовою були заборонені або заборонені в деяких випадках. Були також випадки насильства натовпу з боку Робітничої партії Курдистану (KWP) проти християн у північному Іраку. Християни-ассирійці також були об'єктами серії вибухів в Ербілі в 1998—1999 роках, і ассирійські групи критикували КРГ за відсутність розслідування. За даними Державного департаменту США, 1999 року ДПК заблокувала ассирійські села, а «пізніше увійшла в села і побила селян». Однак після втручання Міжнародного Комітету Червоного Хреста ДПК знову покинула села.
Прикладом курдифікації є напад на ассирійське місто Рабатки у 2013 році генерала Арефа аз-Зебарі та його брата Хабіба аль-Хареса Забарі, здійснений, за повідомленнями, курдськими солдатами пешмерга. Повідомляється, що багато ассирійських дівчат примушують до проституції курдські злочинні організації, а сім'ї цих дівчат також зазнають погроз.
В інтерв'ю Aid to the Church in Need єпископ Жюль Бутрос із Сирійської католицької церкви сказав, що більшість молодих сирійців намагаються втекти з Іраку. «Більшість наших молодих людей намагаються виїхати з Іраку та Сирії. Їм важко залишатися в Іраку, тому що вони втратили довіру до свого уряду, вони зіткнулися з такою кількістю переслідувань. Понад 60 000 сирійців були змушені покинути Ніневійську рівнину за одну ніч. Загалом понад 120 000 християн були змушені тікати до Курдистану, а звідти вони прямували на захід. Значна частина з них повернулася додому, і це добрий знак, адже ми маємо місію в цій частині Близького Сходу. Але багато сімей все ще намагаються виїхати».

#### КарикатуриJyllands-Posten проМухаммеда
Публікація сатиричних карикатур на ісламського пророка Мухаммеда в данській газеті Jyllands-Posten 30 вересня 2005 року призвела до зростання насильства проти ассирійської громади. Спочатку карикатури не привернули особливої уваги, але коли наприкінці грудня 2005 року публікацію підхопили єгипетські медіа, у всьому світі спалахнуло насильство та протести.
29 січня шість церков в іракських містах Багдад і Кіркук стали мішенями замінованих автомобілів, убивши 13-річного вірянина Фаді Раада Еліяса. Жоден бойовик не заявив, що мститься за малюнки, і це не перший раз, коли підривали іракські церкви; але єпископ церкви заявив: «Вибухи в церкві були реакцією на карикатури, опубліковані в європейських газетах. Але християни не відповідають за те, що публікується в Європі». Багато ассирійців в Іраку зараз вважають, що «західні люди не повинні робити диких заяв, [оскільки] кожен може напасти на нас [у відповідь]» і «сьогодні я боюся ходити вулицями, тому що я християнин».
Також 29 січня мусульманський священнослужитель в іракському місті Мосул видав фетву, в якій говориться: «Виженіть (ассирійських) хрестоносців і невірних з вулиць, шкіл і установ, тому що вони образили особу пророка». Повідомлялося, що в той же день в університеті Мосула студенти-мусульмани побили студента-християнина у відповідь на фетву.
6 лютого в Рамаді, Ірак, бойове угруповання «Військове крило за армію справедливості» розповсюдило листівки з вимогою до християн «припинити виконання релігійних ритуалів у церквах та інших місцях богослужіння, оскільки вони ображають іслам і мусульман».

#### Папа Римський Бенедикт XVI Ісламська суперечка
Суперечка щодо ісламу Папи Бенедикта XVI виникла в результаті лекції, прочитаної 12 вересня 2006 року Папою Бенедиктом XVI в Регенсбурзькому університеті в Німеччині. Багато ісламських політиків і релігійних лідерів зареєстрували протест проти образливого, на їхню думку, неправильного опису ісламу, що міститься в цитаті Папи такого уривку:
|  | Покажіть мені, що нового приніс Мухаммед, і ви знайдете там лише злі та нелюдські речі, як, наприклад, його наказ поширювати віру, яку він проповідував, за допомогою меча. |

Після того, як коментарі Папи стали відомі в усьому арабському світі, кілька церков були розбомблені повстанськими групами. Раніше невідома багдадська група Катааб Ашбал Аль-Іслам Ас-Салафі (Ісламські салафітські бойскаутські батальйони) погрожувала вбити всіх християн в Іраку, якщо протягом трьох днів Папа не вибачиться перед Мухаммадом. Християнські лідери в Іраку попросили своїх парафіян не виходити з дому після того, як в Багдаді були поранені ножем і вбиті двоє ассирійців.
Були повідомлення про написи на дверях ассирійських церков: «Якщо Папа не вибачиться, ми розбомбимо всі церкви, вб'ємо більше християн і викрадемо їхнє майно та гроші».
Іракське ополчення Джейш аль-Муджахедін (Армія священних воїнів) заявило про намір «знищити свій хрест у серці Риму… і вдарити по Ватикану».
Незважаючи на те, що в медіа коментарі Папи затихли, напади на ассирійських християн тривали, і 9 жовтня в Мосулі ісламська екстремістська група викрала священика Паулоса Іскандера. Церква Іскандера, а також кілька інших церков розвісили по місту 30 великих плакатів, щоб дистанціюватися від слів Папи. Родичі християнського священика, якого обезголовили через три дні в Мосулі, заявили, що його викрадачі мусульмани вимагали від його церкви засудити нещодавні коментарі Папи про іслам і заплатити викуп у 350 000 доларів.

#### Масові вбивства та переслідування з 2003 року
Масові вбивства, етнічні чистки та переслідування зросли з 2003 року, за 73-сторінковим звітом Assyrian International News Agency, опублікованим влітку 2007 року. 6 січня 2008 року (на свято Богоявлення Господнього) п'ять ассирійських церков, одна вірменська церква та монастир у Мосулі та Багдаді були скоординовано атаковані кількома замінованими автомобілями. Віце-президент Іраку Тарік аль-Хашімі висловив свою «близькість до християн», яких він назвав «братами» перед лицем цього «нападу, який змінив їхню радість на сум і тривогу». Через два дні, 8 січня, ще дві церкви були розбомблені в місті Кіркук; Халдейський собор у Кіркуку та церква Ассирійської церкви Сходу Маар Афрам, поранивши трьох перехожих. З початку війни в Іраку було розбомблено щонайменше 46 церков і монастирів.

#### Загрози населенню

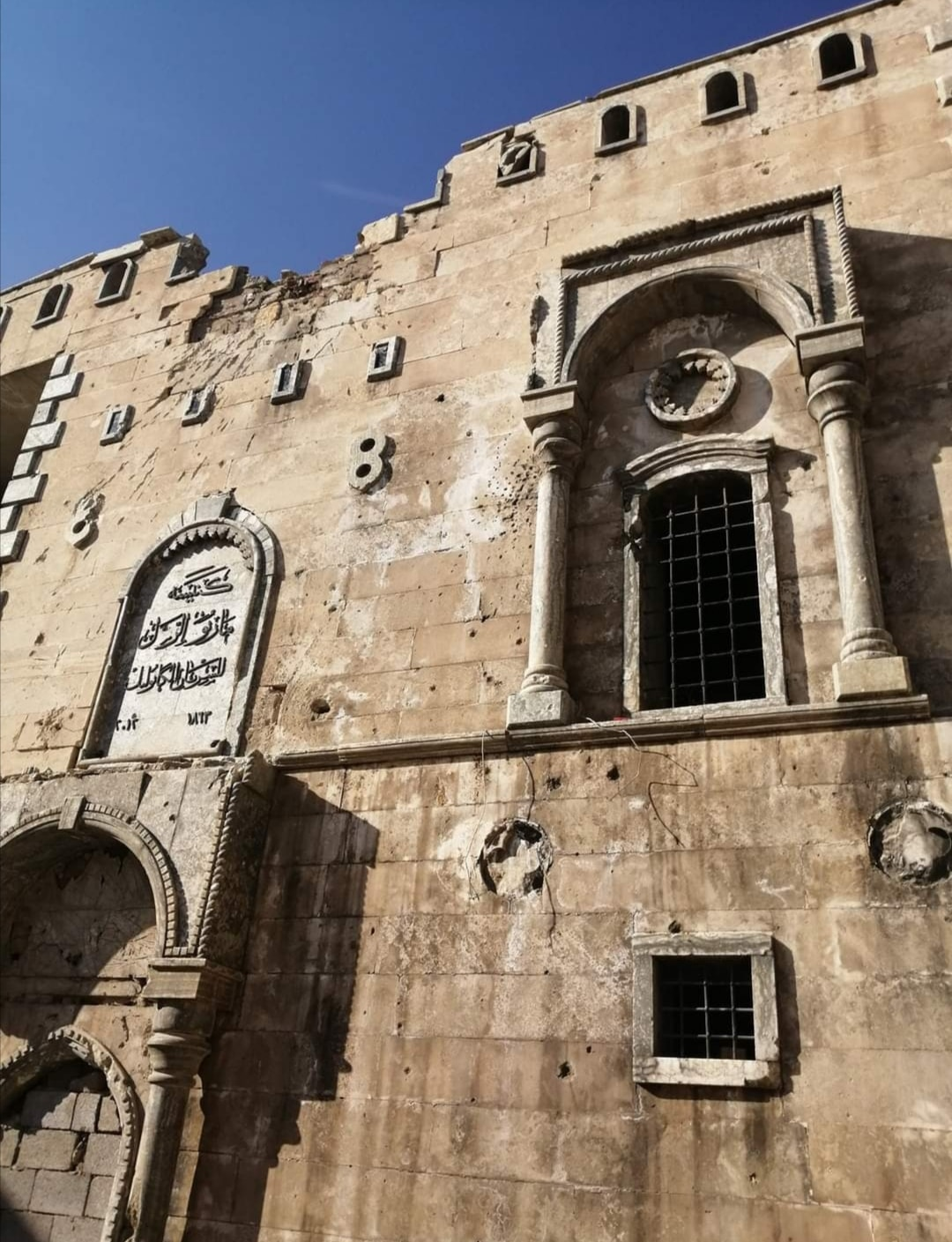
До звільнення міста 2017 року Церква Святого Фоми у Мосулі використовувалася як в'язниця терористами «Ісламської держави».

Лідери християнської громади Іраку підрахували, що після вторгнення під керівництвом США в 2003 році понад дві третини християнського населення країни, можливо, втекли з країни або стали внутрішньо переміщеними особами. Хоча точні цифри невідомі, звіти свідчать про те, що цілі квартали християн покинули міста Багдад і Аль-Басру, і що як сунітські, так і шиїтські повстанські групи та ополчення погрожували християнам.

#### Релігійні офіційні цілі
Юсеф Адель, сирійський православний священик з церкви Святого Петра в багдадському районі Карада, був убитий озброєними людьми під час подорожі в автомобілі 5 квітня 2008 року. 11 квітня президент Буш дав інтерв'ю Кліффу Кінкейду з Глобальної католицької мережі EWTN; після повідомлення про погіршення становища ассирійців президент Буш заявив: «Це мусульманський уряд, який не зміг захистити християн. Насправді, він їх дискримінує…. Настав час віддати наказ американським військам захистити християнські церкви і віруючих».

## Статистика
У звіті ЦРУ за 1950 рік про Ірак було нараховано 98 000 халдеїв, 30 000 несторіан, 25 000 сирійських католиків і 12 000 якобітів.
За звітом Інституту ассирійської політики «Перед війною в Іраку», кількість християн в Іраку оцінювалася в понад 1,5 мільйона.
За статистичними даними, зібраними Римо-Католицькою Церквою під час проведення перепису населення халдейської католицької єпархії в Іраку в 2012 і 2013 роках, кількість халдоассирійців в Іраку становила 230 071 осіб.
Демографічний проєкт, проведений фондом Shlama, визначив, що в жовтні 2022 року ассирійське населення Іраку становило 142 105 осіб.